# Russka
Russka est une fiction historique d'Edward Rutherfurd, publiée en juillet 1991, chez Crown Publishing Group (en), puis aux Presses de la Cité pour la version française. Il est rapidement devenu un best-seller du New York Times.

## Résumé
Le récit s'étend sur 1 800 ans d'histoire russe. Les familles qui constituent le centre de l'histoire sont les Bobrov, les Romanov, les Karpenkos, les Souvorines et les Popov. Les cinq familles couvrent les principaux groupes ethniques et niveaux sociaux de la société dans cet empire du nord. Parmi les personnages historiques rencontrés dans le récit figurent Gengis Khan, Ivan le Terrible et sa police secrète, l'occidental Pierre Ier le Grand, la Grande Catherine et les bolcheviks du XXe siècle.
Les histoires des différents personnages de ces familles utilisent les histoires réelles de différentes familles russes. Par exemple, la famille de paysans qui rejoint la noblesse, en raison de ses affaires, est basée sur celle des Stroganoffs. Le noble qui est un ami d'Ivan le Terrible et qui demande que son territoire fasse partie de l'Opritchnina est également basé sur un membre des Stroganovs mais à une autre époque. 

## Éditions
- Edward Rutherfurd (trad. de l'anglais), Russka, Paris, Presses de la Cité, juillet 1991, 704 p. (ISBN 978-2-266-06364-7 et 2-266-06364-2).

## Source de la traduction
- (en) Cet article est partiellement ou en totalité issu de l’article de Wikipédia en anglais intitulé « Russka (novel) » (voir la liste des auteurs).